# Florian Jarjat
Florian Jarjat (né le 18 février 1980 à Valence), est un footballeur français.

## Biographie
De 2006 à 2009, il évolue au Dijon Football Côte d'Or, où il était arrivé en décembre 2006 en provenance du Sporting Club de Bastia après 6 mois au club. Il a aussi évolué à l'OGC Nice de 2004 à 2006, après son transfert de son club formateur, l'ASOA Valence. Son poste de prédilection est défenseur latéral gauche ou défenseur central. 
Le 17 avril 2009, il marque un but extraordinaire de 40 mètres contre le Vannes OC qui marquera l'histoire du club à jamais. Il commence le foot à l'âge de six ans au club de Saint Julien Labrousse en Ardèche.
Il quitte le Dijon FCO après la saison 2008-2009 pour s'engager une saison avec le FC Nantes descendu en Ligue 2.
Il ne reste qu'une saison au FC Nantes, durant laquelle il jouera 32 matchs. Il s'engage lors de l'été 2010 pour l'ESTAC qui vient de remonter en Ligue 2. Alors qu'il n'a toujours pas disputé de matchs officiels lors de la saison 2014-15, il est victime d'un accident neurologique le 30 janvier à l'entrainement, son avenir sportif s'écrit alors en pointillé.

## Carrière
- 1999-2004 : ASOA Valence
- 2004-2006 : OGC Nice
- 2006-Déc. 2006 : SC Bastia
- Déc. 2006-2009 : Dijon FCO
- 2009-2010 : FC Nantes
- 2010-2015 : ES Troyes[2]